# William Lonsdale
William Lonsdale, född den 9 september 1794 i Bath, död den 11 november 1871 i Bristol, var en engelsk paleontolog.
Lonsdale var jämte Murchison och Sedgwick upphovsman till den antagna teorin om devonsystemet. Han erhöll Wollastonmedaljen 1846. Auktorsnamnet Lonsd. kan användas för William Lonsdale i samband med ett vetenskapligt namn inom botaniken; se Wikipediaartiklar som länkar till auktorsnamnet.